# Voo DHL Aero Expreso 7216
O Voo DHL Aero Expresso 7216 (IATA: JOS 7216) foi um voo internacional de carga, operada pela DHL Aero Expreso, utilizando um Boeing 757-27A. Em 7 de abril de 2022, a aeronave partiu do Aeroporto Internacional Juan Santamaría, em Alajuela, com destino ao Aeroporto Internacional La Aurora, na Cidade da Guatemala. Enquanto estava a cerca de 50 quilômetros do aeroporto, a aeronave declarou emergência. Durante o pouso, a aeronave virou para a direita e saiu da pista. Todos os dois ocupantes a bordo sobreviveram.

## Aeronave

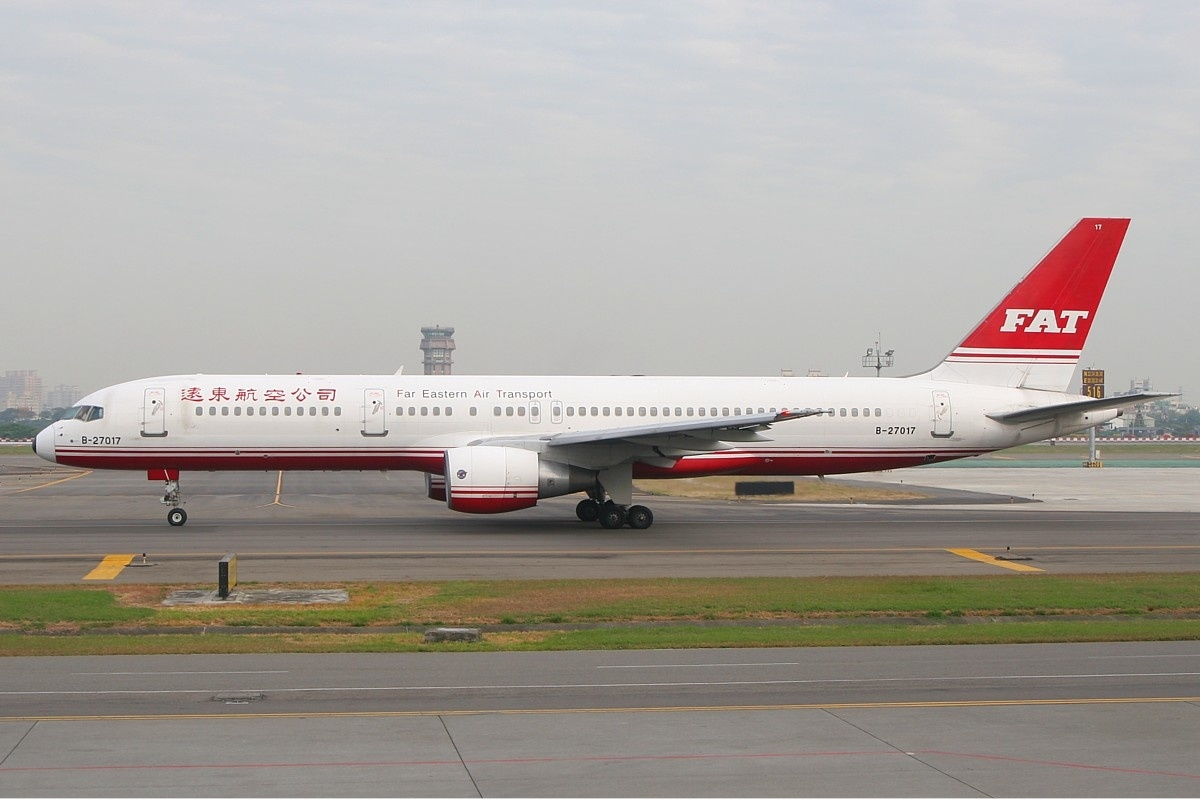
HP-2010DAE, a aeronave envolvida no acidente, com as cores da FEAT, em dezembro de 2006.

A aeronave envolvida no acidente era um Boeing 757-27A, número de série 29610, registrada no Panama como HP-2010DAE, equipada com dois motores Pratt & Whitney PW2037. Seu primeiro voo foi em 7 de dezembro de 1999 e entrou em serviço com a Far Eastern Air Transport, com o prefixo chinês B-27017. Posteriormente, a aeronave entrou na frota da EVA Airways com o mesmo prefixo. A aeronave voltou para a frota da Far Eastern Air Transport após o leasing acabar. Em 5 de novembro de 2010, a aeronave entrou na frota da DHL Aero Expreso e recebeu o prefixo HP-2010DAE.

## Consequências
Os dois tripulantes da aeronave não sofreram ferimentos graves e foram levados ao hospital porque o estado nervoso deles estava alterado.
Desde que foi declarada uma emergência na área de espera de Parza, o aeroporto Juan Santamaría foi fechado e assim permaneceu por até cinco horas. Concluídos os trabalhos de fiscalização da única pista de pouso e decolagem do terminal, foi autorizada sua reabertura. Cerca de trinta voos comerciais e de carga foram afetados pelo encerramento temporário das operações; vários dos aviões foram desviados para o aeroporto alternativo e os voos internacionais com destino a Costa Rica aterrissaram no Aeroporto de Guanacaste na Liberia, Guanacaste, obrigando os passageiros a fazer uma viagem de cinco horas em veículos terrestres para chegar na capital.